# Hyacinthus (geslacht)
Hyacinthus is een geslacht van bolgewassen. In de 23e druk van de Heukels wordt het geplaatst in de aspergefamilie (Asparageaceae), maar volgens het APG II-systeem is het ook toegestaan ze te plaatsen in de hyacintenfamilie (Hyacinthaceae). Er worden maar enkele soorten in dit geslacht geplaatst. De bekende rijkbloeiende en geurige soorten, die ook in de huiskamer worden gezet, zijn afstammelingen van Hyacinthus orientalis, de typesoort van het geslacht. Deze soort komt in het wild oorspronkelijk voor in Syrië en Irak.
De hyacint werd in de 16e eeuw door Europeanen ontdekt en al gauw werden de eerste bollen aangevoerd en vermenigvuldigd. De legende wil dat Ogier van Busbeke, ambassadeur van de koning in Spanje en diplomaat in Constantinopel, de hyacint meebracht naar de Lage Landen. Oorspronkelijk was de kleur blauw en de bloem enkel. In de 18e eeuw ontstonden er vele nieuwe variëteiten, als gevolg van het intensief kruisen en selecteren van de plant. Zo ontstonden er vele gevuldbloemige varianten en ontstonden er andere kleuren.

## Soorten
- Hyacinthus litwinovii Czerniak.
- Hyacinthus orientalis L. - hyacint
- Hyacinthus transcaspicus Litv.